# Патрија
Патрија је брежуљак и предио на Козари u селу Горњи Јеловац, општина Приједор, и налази се на надморској висини од 301 m.

## Поријекло имена Патрија
Истраживач Борисав Касагић тврди да је Патрија србска прачукундједовина, са које су наши преци патрили - гледали и чували оно што Србима на овом простору вијековима припада и закључује да је Патрија тринаестовијековна српска кнежопољска стража. Овуда пролази Пут партизанског пробоја — од ријеке Мљечанице до подручне Основне школе „Петар Кочић”. Увријежено је било мишљење да назив Патрија потиче од лат. patria- домовина, родни крај. (Остатак времена када су овим крајевима владали Римљани). Ипак, Касагић доказује да назив Патрија потиче од глагола патрити, што сигурно одговара стварности.

## Патрија у НОБ-и
На Патрији је 3-4 јула 1942. године извршен један од пробоја партизана и српског народа Козаре из њемачког обруча .

## Споменик на Патрији
У помен на овај догађај, на Патрији је 1967. године израђен спомен-трафо за сјећање и потребе електрификације овог дијела Козаре. Споменик је обновљен 2009. године и сада има сасвим други изглед.

### Стихови на споменику
На споменику су записни стихови крајишког пјесника, Козарчанина, Драгана Колунџије:
| „ | Они леже помијешани са ватром, помијешани са земљом, помијешани са историјом. Вјетар је овдје сада једини сусјед и киша једина музика. Ово мјесто смо преселили у своје срце и сачували успомену. | ” |